# 理查·V·高蒂
理查·V·高蒂（英語：Richard V. Gotti，1942年出生）是一名甘比諾犯罪家族的美國黑幫。
高蒂於1942年出生在美國紐約市的布朗克斯。他是老約翰·約瑟·高蒂（John Joseph Gotti Sr.）和裴洛梅娜·德卡羅（Philomena "Fannie" DeCarlo）所生的13個孩子之一（兩個在出生時已經死亡）。高蒂的兄弟包括前甘比諾犯罪家族的老大約翰·高蒂、角頭金·高蒂、前老大彼得·高蒂和文森特·高蒂（Vincent Gotti）。他們都在布魯克林的東紐約長大。高蒂育有一名兒子理查·G·高蒂，兒子跟隨高蒂加入犯罪組織。到1988年，高蒂已經成為一名「榮譽的男人」，而到1999年成為一名角頭。
2002年6月4日，理查因勒索和敲詐指控而被起訴，主要涉及甘比諾犯罪家族在當地國際碼頭工人協會的犯罪行為，以及對演員史蒂芬·席格企圖敲詐。2003年3月17日，高蒂因敲詐和洗黑錢被定罪。高蒂後來被判處16年監禁。他於2005年8月12日出獄。

## 延伸閱讀
- 《Mob Star: The Story of John Gotti》（2002年），作者：Gene Mustain、傑里·卡佩奇（英语：Jerry Capeci） ISBN 0-02-864416-6
- 《Gotti: The Rise & Fall》（1996年），作者：傑里·卡佩奇 ISBN 0-451-40681-8
- 《Mafia Dynasty: The Rise & Fall of the Gambino Crime Family》（1994年），作者：John H. Davis ISBN 0-06-109184-7
- 《Goombata: The Improbable Rise and Fall of John Gotti and His Gang》，作者：John Cummings、Ernest Volkman